# Uesen
Uesen ist ein an der Weser gelegener Ortsteil der niedersächsischen Stadt Achim im Landkreis Verden. Uesen liegt zwischen dem östlicher gelegenen Ortsteil Baden (Achim) und der sich westlich anschließenden Kernstadt Achim.

## Geschichte

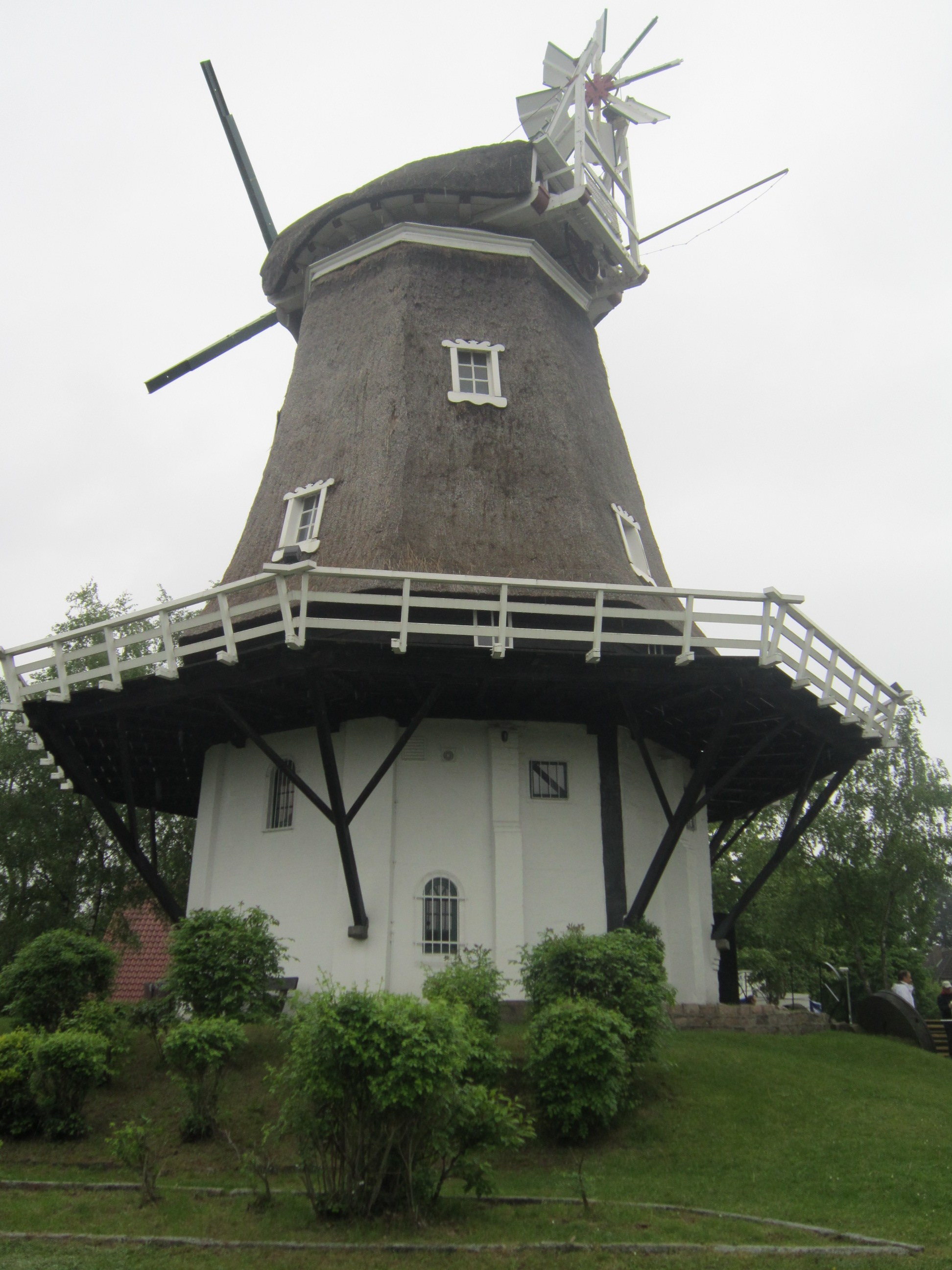
Windmühle Achim - Uesen

Auf heutigem Uesener Gebiet (Brückenstraße) befand sich ein Urnenfriedhof aus der Spätbronzezeit. Die Urnen werden im Niedersächsischen Landesmuseum Hannover und in der Grundschule Uesen aufbewahrt. Weiterhin wurden Siedlungsspuren aus sächsischer Zeit nachgewiesen, der heutige Ort entstand allerdings erst im Mittelalter.
Seit 1761 steht auf dem Geestrücken an der Weser in Uesen die Windmühle Achim, statt der Bockwindmühle von 1651. Sie ist eine 29 m hohe Galerieholländer. 1965 wurde der Betrieb eingestellt.
Zu Beginn des 20. Jahrhunderts wurde im Bereich der heutigen Straßen Am Osterfeld und Am Westerfeld auf Dünensandflächen großflächig Gemüsespargel angebaut, der auch überregional in Bremen und Norddeutschland vermarktet wurde. Auf dem Areal befindet sich seit der Mitte des 20. Jahrhunderts Wohnbebauung.
Am 1. Juli 1972 wurde Uesen in die Stadt Achim eingegliedert.

## Wirtschaft und Infrastruktur

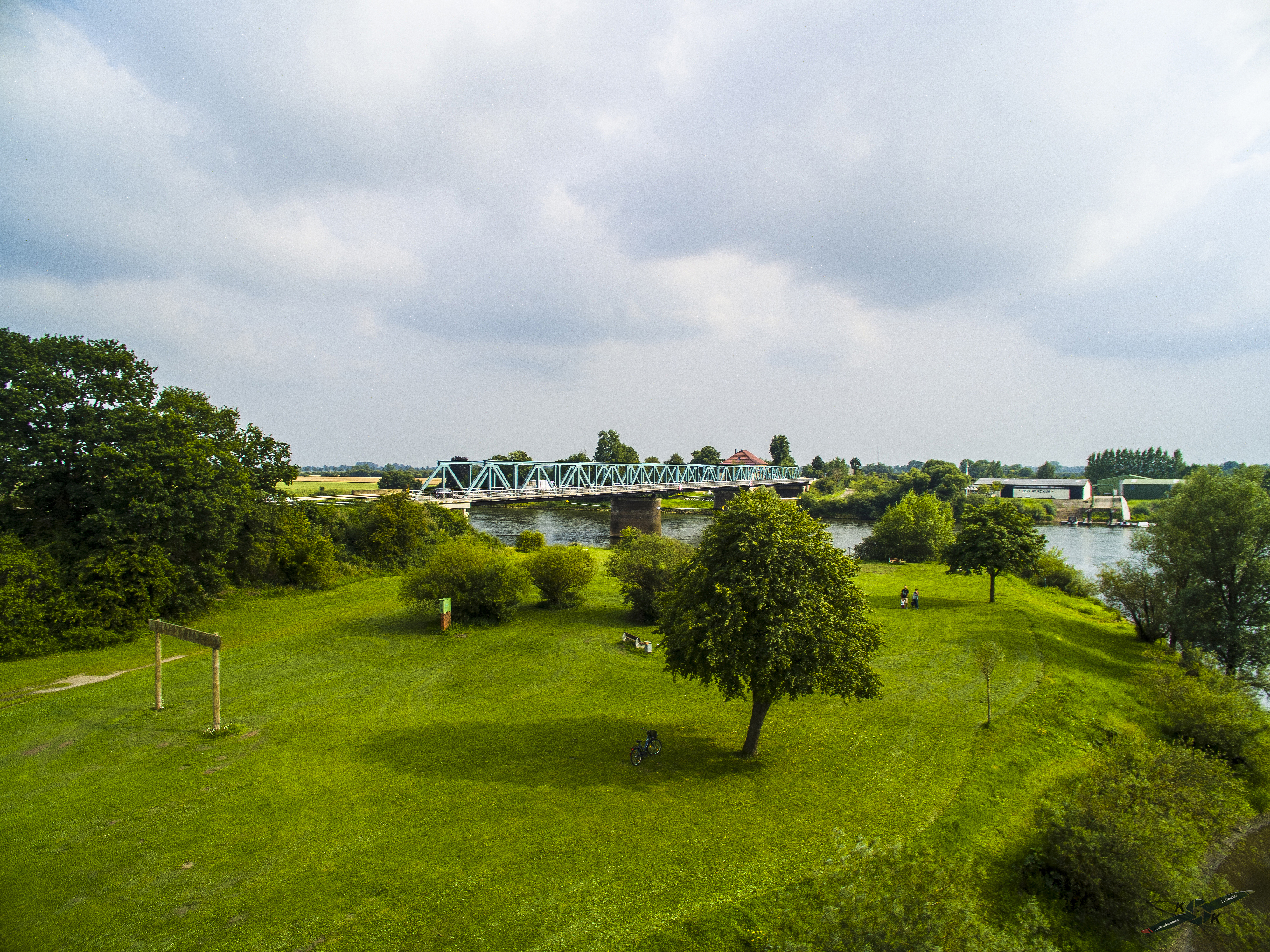
Luftbild Weserbrücke bei Achim-Uesen

Die Weserbrücke (Baujahr 1951) ist Teil der wichtigen Straßenverbindung L156 zwischen Achim und Thedinghausen. Der Vorgängerbau aus dem Jahr 1928 war zum Ende des Zweiten Weltkrieges gesprengt worden.
In Uesen gibt es eine Grundschule und eine Schwimmhalle.

### Wirtschaft

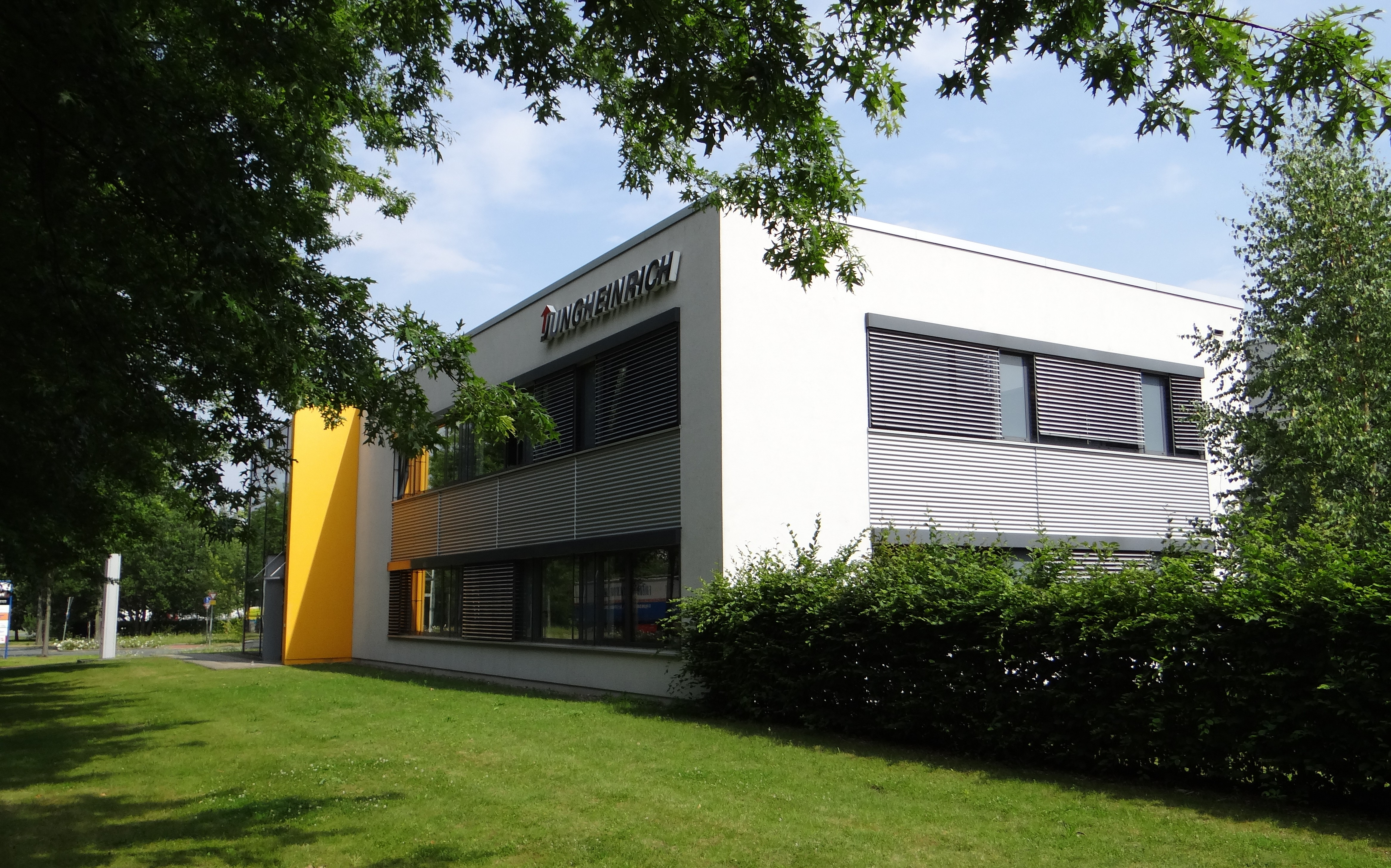
Jungheinrich

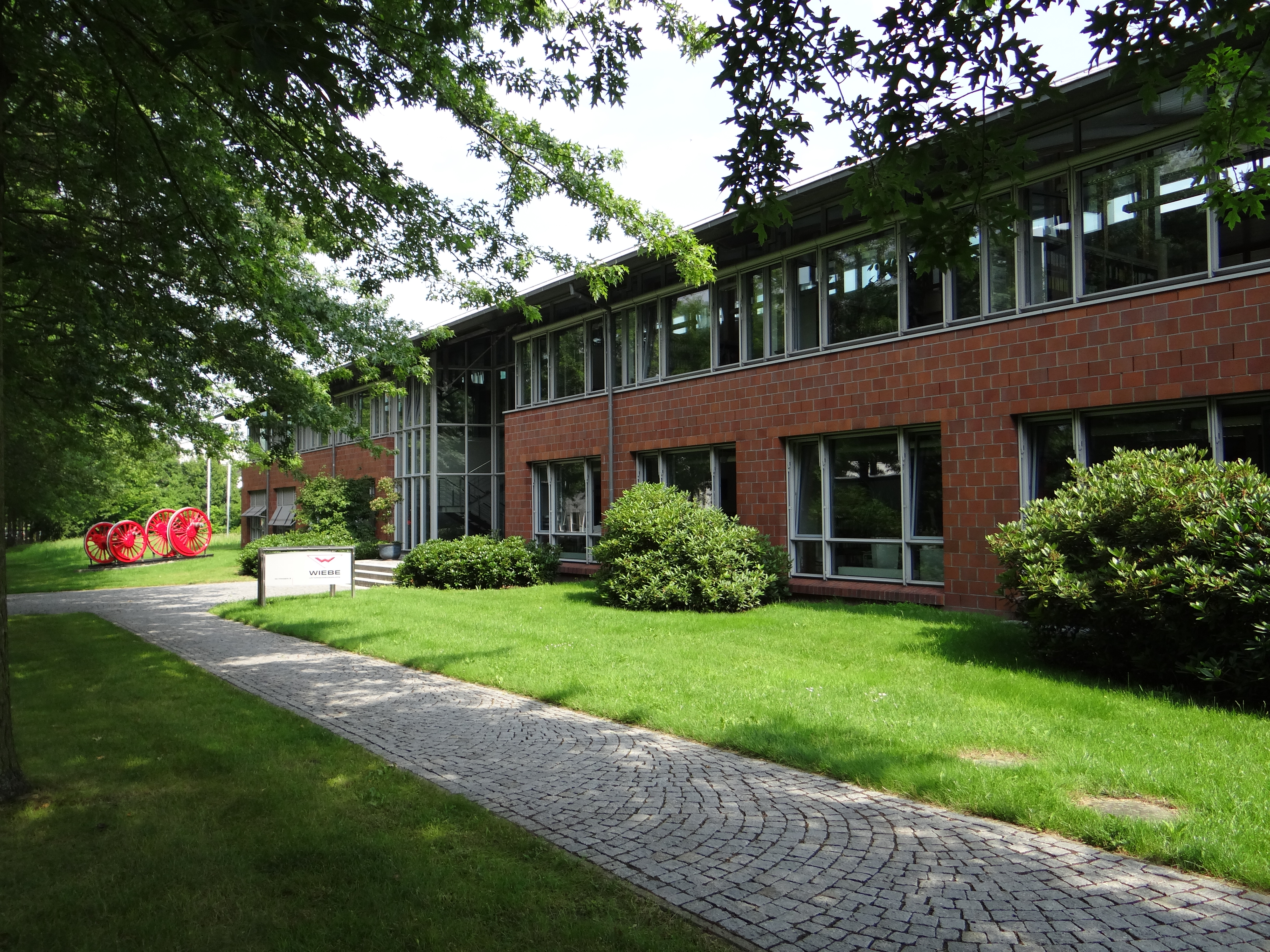
H.F. Wiebe

Im Gewerbegebiet Achim-Uesen gibt es neben Groß- und Einzelhandel auch Standorte von Unternehmen wie Dräxlmaier und H.F. Wiebe.

## Vereine
- TSV Uesen e.V. von 1924[8]
- Freiwillige Feuerwehr Achim-Uesen[9]
- Schützenverein Uesen 1955 e.V.[10]
- Tennisgemeinschaft Uesen von 1976 e.V.[11]